# Amancio Alcorta (político)
Amancio Mariano Alcorta Palacio (Buenos Aires, 27 de marzo de 1842-íd., 5 de mayo de 1902) fue un político argentino, hijo de Amancio Jacinto de Alcorta Zuasnábar y de Coleta Palacio Ispizua.

## Biografía
Graduado de Doctor en jurisprudencia en 1867 de la Universidad de Buenos Aires, Alcorta fue diputado, juez, fiscal de estado, ministro de hacienda, ministro de gobierno de Buenos Aires, y director del Banco de la Provincia.
Ocupó el rectorado del Colegio Nacional Buenos Aires entre 1883 y 1890, sucediendo a José Manuel Estrada. Además dirigió el Banco Nacional y fue ministro del interior y de instrucción pública. En 1878 dictó un Tratado de Derecho Internacional Público.
Se desempeñó en la cátedra de la Facultad de Derecho y Ciencias Sociales, publicando en 1886 su curso de Derecho Internacional Privado. Fue profesor de la Facultad de Derecho durante 28 años, ocupó los cargos de decano y académico.

Fue ministro de relaciones exteriores en la presidencia de Juárez Celman, Luis Sáenz Peña, Uriburu y Roca. Ocupó el cargo de canciller durante 2 años, y junto con demás ministros acreditados en Santiago, estableció la soberanía argentina sobre vastas zonas de territorio que Chile reclamaba.
Había contraído matrimonio con Manuela Martínez Acuña con quien tuvo numerosa descendencia:
1. Otilia Alcorta Martínez c.m.c Rodríguez Pividal (c.s) 
2. Amancio Alcorta Martínez 
3. Rodolfo Alcorta Martínez (1874-1967)c.m.c Mansilla Godoy (c.s) 
4. Manuela Celia Alcorta Martínez c.m.c Guillermo Mackinlay Zapiola (c.s).

El acta de defunción se encuentra en la Parroquia Nuestra Señora de Monserrat, Buenos Aires. Tenía 60 años de edad, viudo, y domiciliado en Avenida de Mayo 840, Buenos Aires.

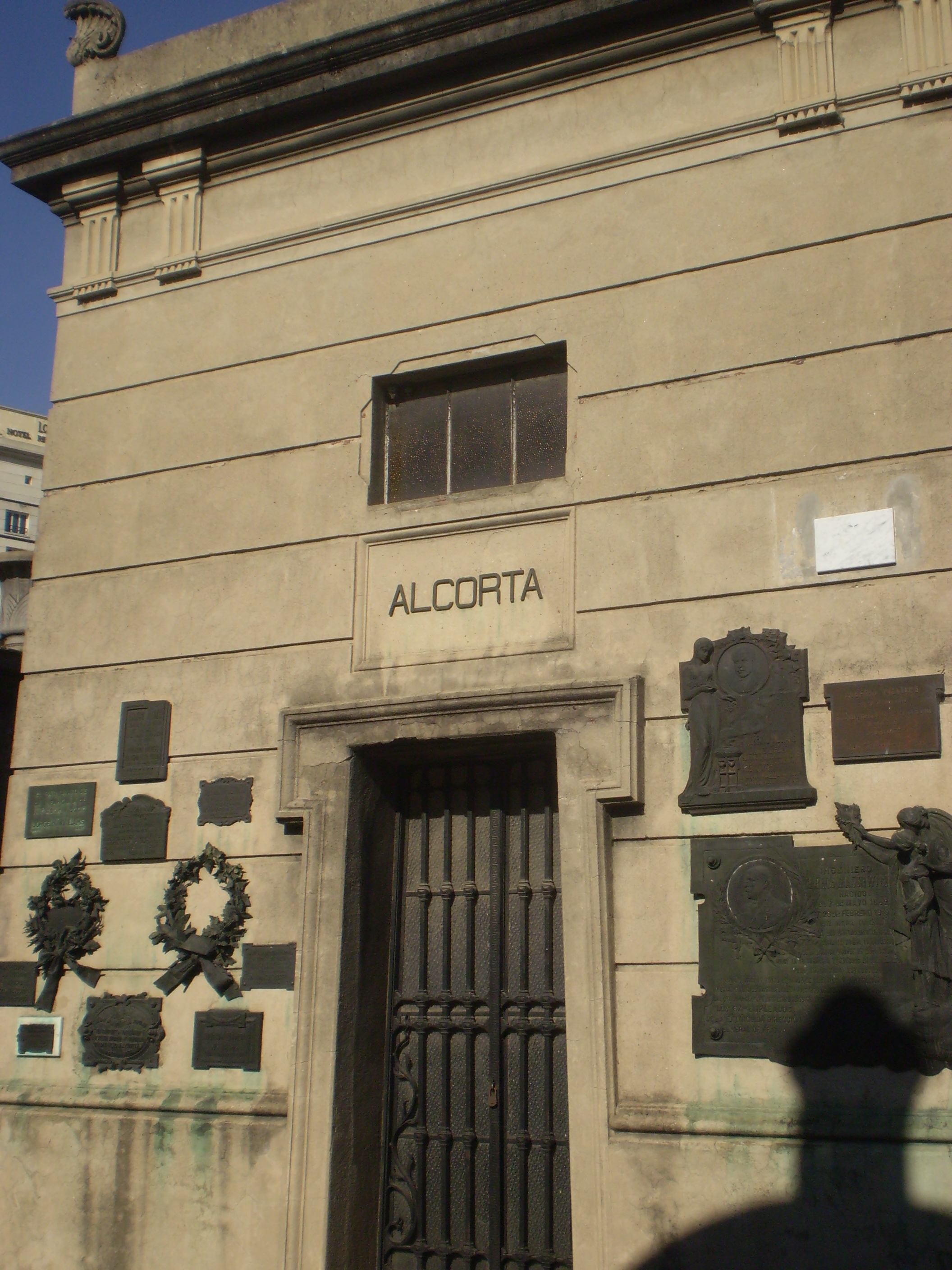
Su tumba en el cementerio de la Recoleta.

Sus restos descansan en el cementerio de la Recoleta.